# Mitrídates II del Ponto
Mitrídates II del Ponto fue rey del Ponto en el siglo III a. C., en un período de tiempo no bien determinado, probablemente entre los años 250 a. C. y 220 a. C.
Tercer rey del Ponto, hijo y sucesor de Ariobarzanes del Ponto. Era menor de edad cuando murió su padre. Al poco de acceder al trono, su reino se vio invadido por los gálatas, que fueron expulsados.
Cuando alcanzó la mayoría de edad, se casó con Laódice, hermana de Seleuco II Calinico, del cual recibió la provincia de Frigia como dote. Aliado con su suegro contra Antíoco Hierax, sin embargo cambió de bando y se le enfrentó en una dura batalla, en la que Seleuco perdió veinte mil hombres, y escapó a duras penas con vida.
En el año 222 a. C. entregó en matrimonio a su hija Laódice a Antíoco III el Grande. En el 220 a. C. fue a la guerra a causa de la rica ciudad de Sinope, que no pudo ocupar, pues no cayó en poder del Ponto hasta el año 183 a. C.
Fue sucedido por su hijo Mitrídates III del Ponto.
| Predecesor: Ariobarzanes | Rey del Ponto 258 – 220 a. C. | Sucesor: Mitrídates III |